# Kreislandwirt
Kreislandwirt ist die Bezeichnung für den Vertreter einer Berufsorganisation der Bauern auf Kreisebene.
Die Wahl eines Kreislandwirtes ist heute durch die Satzung der jeweiligen Landwirtschaftskammer oder den jeweiligen Gesetzen (in Hessen Berufsstandsmitwirkungsgesetze) geregelt. Er wird aus den Mitgliedern der jeweiligen Kreisstelle gewählt. Der Kreislandwirt übernimmt koordinierende und repräsentative Funktion, er leitet Versammlungen und beruft Wahlen ein. Er ist Vorsitzender des Gebietsagrarausschusses.